# Can Senosa
Can Senosa és una masia del municipi de Sentmenat (Vallès Occidental) inclosa en l'Inventari del Patrimoni Arquitectònic de Catalunya.

## Descripció
És una masia de planta rectangular i proporció asimètrica que presenta construcció de pedra de carreuons, portal adovellat de mig punt i finestres quadrades (esbocinades) sense emmarcament en la segona planta. L'adossament d'altres edificacions, segurament a efectes d'ampliació, formen un conjunt volumètric de difícil catalogació dins dels paràmetres de la tipologia clàssica.
L'edificació adjacent a la porta principal presenta unes finestres amb ampit de pedra picada d'un sol bloc i elements decoratius en forma de sanefes de cercles en forma de baix relleu que marca la llinda de l'obertura, per sobre un arc conopial que manté a llurs extrems dos rostres amb un cert aire romanitzant. La finestra està situada totalment sota teulat.
La coberta és a una sola vessant i el carener perpendicular a la façana. A l'interior hi ha embigats de fusta i grans arcades que separen els diferents àmbits dels estatges.